# Kenn (Devon)
Kenn – wieś i civil parish w Anglii, w Devon, w dystrykcie Teignbridge. W 2011 civil parish liczyła 987 mieszkańców. Kenn jest wspomniana w Domesday Book (1086) jako Chent.